# Ligia pallasii
Ligia pallasii är en kräftdjursart som beskrevs av Brandt 1833. Ligia pallasii ingår i släktet Ligia och familjen gisselgråsuggor. Inga underarter finns listade i Catalogue of Life.

## Bildgalleri

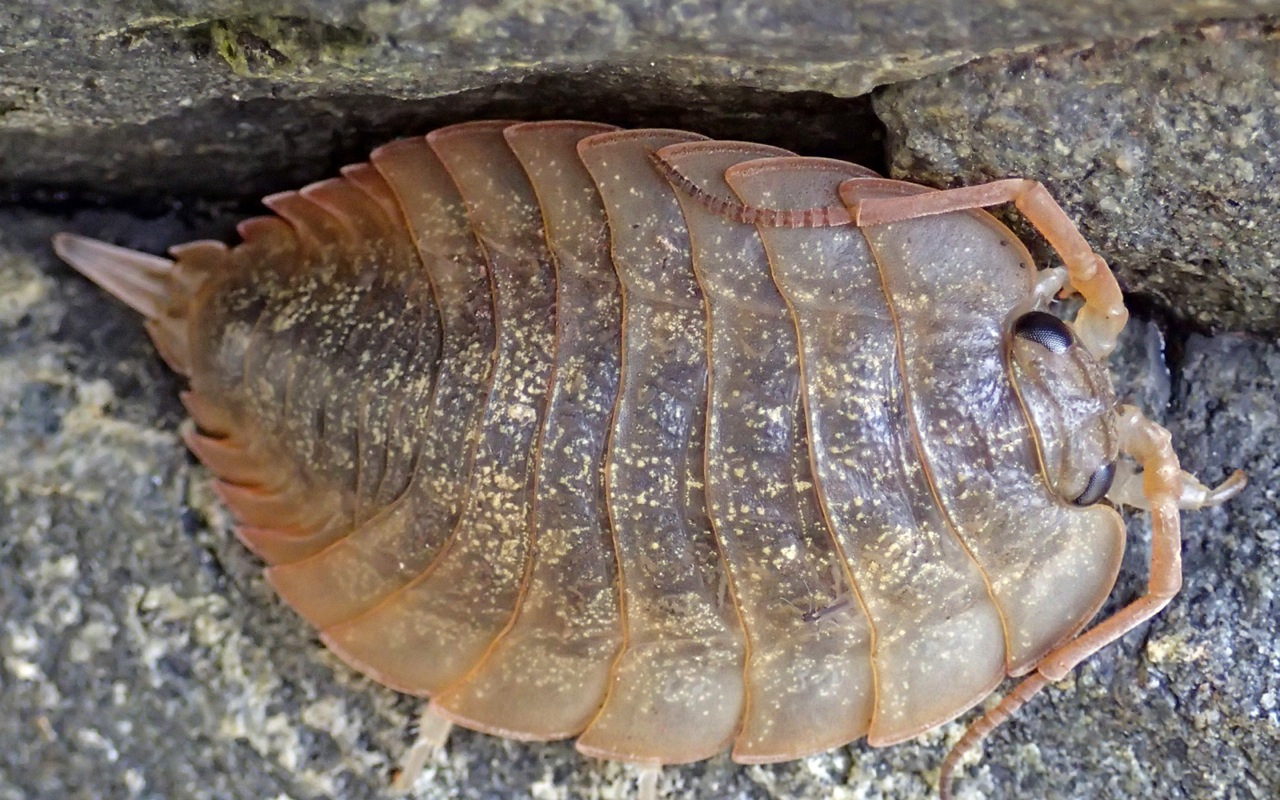